# HMS Mulgrave (1812)
Pour les autres navires du même nom, voir HMS Mulgrave.
Le HMS Mulgrave est un vaisseau de ligne de troisième rang de 74 canons. Lancé en 1812, il sert dans la Royal Navy et est transformé en ponton en 1836 puis démoli en 1854.

## Service actif
Le HMS Mulgrave sert en mer Méditerranée à la fin des guerres napoléoniennes et participe au combat contre le Wagram, le 5 novembre 1813.